# Garlaschi
Garlaschi è un cognome di lingua italiana.

## Varianti
Garlaschelli, Garlasco.

## Origine e diffusione
Cognome tipicamente lombardo, è presente prevalentemente nel milanese.
Potrebbe derivare dal toponimo Garlasco.